# 肺纤维化
肺纤维化（英語：Pulmonary fibrosis）是一种肺随时间瘢痕化的疾病。症状包括呼吸困难、干咳、疲倦、体重下降和杵状指。可能的并发症有肺动脉高压、呼吸衰竭、气胸和肺癌。
肺纤维化的病因涵盖环境污染、特定药物、结缔组织疾病、感染（包括COVID-19和相关的SARS病毒）及间质性肺病。最常见的是特发性肺纤维化（IPF），这是一种原因不明的间质性肺病。通常基于症状、医学影像、肺活检和肺功能测试作出诊断。 
肺纤维化目前尚无治愈可能，可用的治疗手段也有限。治疗旨在改善症状，可能包括氧疗和肺康复。一些药物可用于尝试延缓疤痕的进展。 有时可考虑进行肺移植。全球至少有500万人罹患本病。预期寿命一般不超过五年。

## 体征和症状
肺纤维化的症状主要有：
- 呼吸困难，尤其是劳累时
- 慢性干咳
- 乏力和虚弱
- 胸部不适，包括胸痛
- 食欲不振和体重迅速下降

肺纤维化患者通常有劳累后进行性气促（呼吸困难）的病史，听诊时或可在肺底闻及吸气性细湿啰音。高分辨率CT通常能显示异常，但胸部X光片则不一定。

## 病因
肺纤维化可能继发于其他疾病。这些疾病中的大部分是间质性肺病，例如自身免疫性疾病、病毒感染和细菌感染（如结核病）。它们可能导致肺上叶或下叶的纤维化改变，以及肺部的其他微观损伤。然而，肺纤维化也可能在缺乏任何已知病因的情况下出现，这被称为“特发性”。大多数特发性病例被诊断为特发性肺纤维化。这是对称为寻常型间质性肺炎（UIP）的一类组织病理学特征的排他性诊断。对于上述两种情况，不断有证据表明肺纤维化的发生存在遗传倾向。例如研究发现，一些有肺纤维化病史的家庭存在表面活性剂蛋白C（SP-C）的突变。15% 的肺纤维化患者存在编码端粒酶的TERC或TERT基因的常染色体显性突变 。
可能继发肺纤维化的疾病和病症包括：
- 吸入环境和职业污染物，如石棉沉滞症、矽肺和暴露于某些气体中的金属[11] 。煤矿工人、船舶工人和喷砂工人风险较高。[8]
- 过敏性肺炎（英语：Hypersensitivity pneumonitis），常见于吸入被细菌、真菌或动物产品污染的灰尘
- 吸烟会增加患病风险或使疾病恶化[8]
- 类风湿性关节炎、强直性脊柱炎、 系统性红斑狼疮 、硬皮病等特定的结缔组织疾病[8]
- 其他累及结缔组织的疾病，例如结节病和肉芽肿伴多血管炎
- 感染，包括COVID-19
- 某些药物，如胺碘酮、博来霉素（平阳霉素）、白消安、甲氨蝶呤、[8]阿扑吗啡（英语：Apomorphine）、[12]和呋喃妥因[13]
- 胸部放射治疗

## 发病机制
肺纤维化是正常肺实质逐渐替换为纤维组织的过程。用瘢痕组织替代正常肺会导致氧扩散能力不可逆地降低；肺部顺应性也降低，造成限制性肺病。肺纤维化的持续进行更多是由于创伤愈合异常，而非慢性炎症。在由肺实质病变引发的限制性肺病中，肺纤维化是最常见的。而全身瘫痪和脊柱后凸则是与肺纤维化无关的引起限制性肺病的因素。

## 诊断

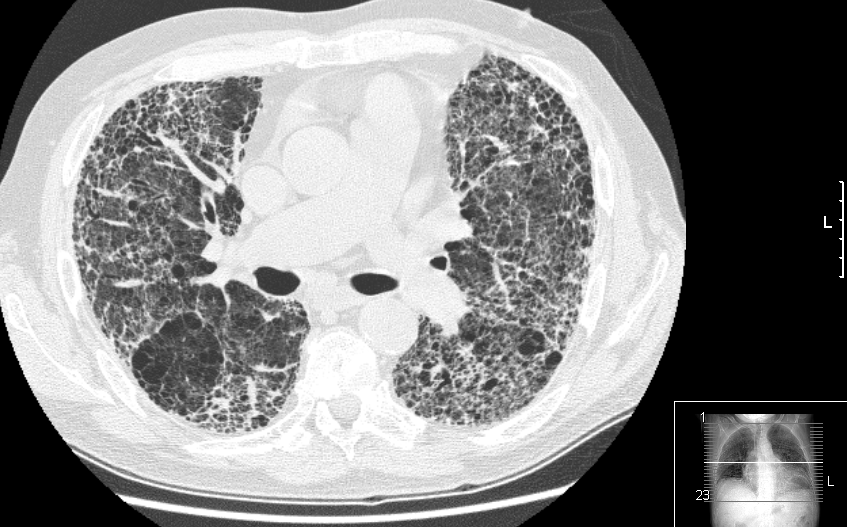
肺部高分辨CT显示广泛的纤维化，可能来源于常见的间质性肺炎。另可见一体积较大的肺大疱。

肺纤维化可通过肺活检确诊。可能需要在全身麻醉下进行视频辅助胸腔镜楔形活检（VATS），以获得足够的组织来做出准确的诊断。这种活检需要从胸壁置入几根导管，其中一根用于切下肺组织以进行评估。取出的肺组织进行镜下组织病理学检查，以确认纤维化的存在与否及其模式；同时试图找出可能揭示病因的其他特征。例如特定矿物粉尘，对治疗的反应，又或是非特异性间质纤维化的特征。 
肺纤维化的误诊很常见。因为尽管肺纤维化总体上并不罕见，但每种类型的肺纤维化却均不多见，而对患者的评估需要依赖多学科的方法，因而十分复杂。疾病相关的术语已经形成了统一的标准，但在实际应用中依旧存在困难。专家之间也可能对特定病例的分类持不同意见。 
作为一种限制性肺病，肺纤维化在肺活量测定中FEV1（第1秒用力呼气量）和FVC（用力肺活量）均降低，因此FEV1/FVC比值正常甚至增加。这与该比值下降的阻塞性肺病形成了对比。在限制性肺病中，残气量和总肺活量通常都会降低。 

## 治疗
肺纤维化形成疤痕组织。疤痕一旦形成，便是永久性的。基于疾病的不同，可采取如下方式延缓疾病进展，开展预防：
- 特发性肺纤维化的治疗选择非常有限。尽管研究试验仍在进行，目前为止没有证据表明任何药物可以显著改善病情。重症病例唯一可能的治疗选择是肺移植。某些类型的肺纤维化对皮质类固醇（如泼尼松）及其他免疫抑制药物产生反应，因此有时会使用这些药物减缓纤维化过程。

免疫系统在多种肺纤维化的发展中发挥着核心作用。使用免疫抑制剂（如皮质类固醇）的目的是减少肺部炎症和伴随的瘢痕形成。病情对药物治疗的反应不尽相同。免疫抑制治疗有效的患者或许并非患有特发性肺纤维化，特发性肺纤维化尚无明确的治疗方法。 
- 对于轻度特发性肺纤维化，两种药物可以防止纤维化进展。其一是吡非尼酮，这种药物可以降低FVC的1年下降率，同时也降低了6分钟步行测试距离的下降值，但对呼吸道症状没有影响。[20]其二是尼达尼布，它具有抗纤维化作用，通过抑制多种酪氨酸激酶受体（包括血小板衍生生长因子、成纤维细胞生长因子和血管内皮生长因子）介导。[21]一项随机临床试验表明，它减少了肺功能下降和急性加重发作。[22]
- 抗炎药物在减少纤维化过程方面的疗效有限。其他一些类型的肺纤维化，如非特异性间质性肺炎，可能对皮质类固醇等免疫抑制治疗有反应。但皮质类固醇单药治疗仅对少数患者有效，因此可联合使用其他免疫抑制剂，如环磷酰胺、硫唑嘌呤、甲氨蝶呤、青霉胺和环孢素。运用秋水仙碱的治疗也取得了有限的疗效。[3]目前正在进行其他新药的试验，如IFN-γ和霉酚酸酯。
- 过敏性肺炎是一类不太严重的肺纤维化，可通过避免与致病物质接触来防止病情恶化。
- 氧疗可以提高患者的生活质量和运动能力。部分患者可考虑进行肺移植。[23]

## 预后

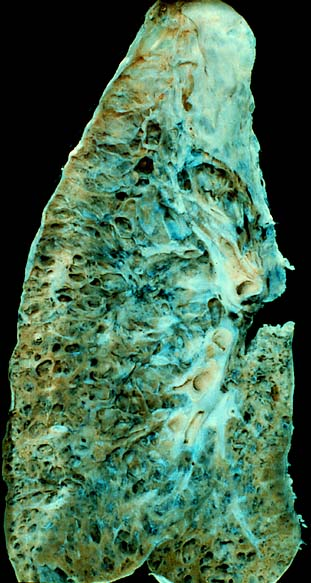
尸检时存在终末期肺纤维化的肺

肺纤维化引起的缺氧可导致肺动脉高压，进而导致右心室心力衰竭。可以通过氧疗来防止缺氧。 
肺纤维化也可导致肺栓塞的风险增加，可以使用抗凝剂进行预防。

## 流行病学
全世界有 500 万人受到肺纤维化的影响。下表的发病率与患病率均基于每100,000人计算，数值的上下限分别对应严格和宽松的诊断纳入标准。这些数据未能反映2019冠状病毒病疫情可能导致的比例上升；而肺纤维化是 COVID-19 的已知症状。
| 发病率   | 患病率    | 人群                       | 年份      | 参考                |
| -------- | --------- | -------------------------- | --------- | ------------------- |
| 6.8-16.3 | 14.0-42.7 | 美国医疗保健索赔处理系统   | 1996–2000 | Raghu等人           |
| 8.8-17.4 | 27.9-63.0 | 明尼苏达州奥姆斯特德县     | 1997–2005 | Fernandez Perez等人 |
| 27.5     | 30.3      | 男性，新墨西哥州伯纳利洛县 | 1988–1990 | Coultas等人         |
| 11.5     | 14.5      | 女性，同上                 | 1988–1990 | Coultas等人         |

根据上述数据，基于2000年18岁以上的人口计算，美国的肺纤维化患者有29,000到132,000人。由于误诊，实际数字可能远高于此。患者通常在四五十岁时被诊断，而特发性肺纤维化的发病率在五十岁后急剧增加。对整体人群而言，肺功能下降更常见的原因是年老、心脏病或常见的肺部疾病。